# Diadumene franciscana
Diadumene franciscana is een zeeanemonensoort uit de familie Diadumenidae.
Diadumene franciscana is voor het eerst wetenschappelijk beschreven door Hand in 1956.